# Marian Csorich
Marian Csorich (ur. 1 grudnia 1979 w Gdańsku) – polski hokeista, reprezentant Polski. 
Jego dziadek Stefan, wujek Marian i ojciec Bogdan także byli hokeistami.

## Kariera klubowa
- Stoczniowiec Gdańsk (1994-1995)
- SMS I Sosnowiec (1995-1996)
- Stoczniowiec Gdańsk (1996-1997)
- Cracovia (1997-1998)
- SMS I Sosnowiec (1998-1999)
- Bismarck Bob Cats (1999-2000)
- San Antonio Iguanas (2000)
- Border City Bandits (2001)
- KTH Krynica (2001-2002)
- Podhale Nowy Targ (2002-2003)
- TKH Toruń (2003-2004)
- Cracovia (2004-2010)
- GKS Tychy (2010-2013)

Wychowanek Stoczniowca Gdańsk. W latach 2010–2013 zawodnik GKS Tychy.

## Sukcesy
- Złoty medal mistrzostw Polski: 2006, 2008, 2009 z Cracovią
- Srebrny medal mistrzostw Polski: 2010 z Cracovią, 2011 z GKS Tychy
- Brązowy medal mistrzostw Polski: 2007 z Cracovią, 2013 z GKS Tychy
- Finalista Pucharu Polski: 2004 z TKH Toruń i 2008 z Cracovią